# Casa de Charles Hammond
La Casa Charles Hammond es una residencia histórica ubicada en el 908 de Martintown Road en North Augusta, Carolina del Sur, Estados Unidos. Fue construida sobre un acantilado con vista al río Savannah entre otras plantaciones de Hammond, New Richmond y Snow Hill. La Casa Charles Hammond se agregó al Registro Nacional de Lugares Históricos el 2 de octubre de 1973.

## Historia
Se cree que la casa con columnas de estilo neogriego, que data de la época de la Guerra de Independencia, es la residencia más antigua de North Augusta, Carolina del Sur. La casa fue construida para Charles y Elizabeth Steele Hammond, prósperos plantadores que llegaron a Carolina del Sur desde Farnham Parish, condado de Richmond, Virginia, en la década de 1770. Martin Hammond, el progenitor de la familia Hammond en Carolina del Sur, llegó a Virginia desde Londres antes de 1636.
Los Hammond eran patriotas y Charles y sus hijos sirvieron en la Guerra de Independencia. También en la propiedad hay un monumento de granito en forma de pirámide que conmemora a varios miembros de la familia Hammond que fueron héroes de la Guerra de Independencia.

## Diseño
La casa ejemplifica una tendencia arquitectónica típica de Carolina del Sur del siglo XIX que convirtió casas sencillas del siglo XVIII en casas modernas con columnas e influencia de estilo neogriego. La casa era originalmente una estructura de tablillas de pino de dos pisos que existía desde ca. 1775-1780. Además, en la propiedad había un sótano y dependencias anexas que incluían una cocina y un ahumadero.
Las adiciones a la casa en 1830 incluyeron porches delanteros y laterales, una extensión del porche trasero y un alerón trasero, produciendo una apariencia en forma de L. La casa tiene una chimenea de tubo, algo inusual en la zona. Junto a la casa se encuentra un cementerio familiar.